# Municipio de Blue (Misuri)
El municipio de Blue (en inglés: Blue Township) es un municipio ubicado en el condado de Jackson en el estado estadounidense de Misuri. En el año 2010 tenía una población de 160322 habitantes y una densidad poblacional de 545,31 personas por km².

## Geografía
El municipio de Blue se encuentra ubicado en las coordenadas 39°6′38″N 94°23′56″O / 39.11056, -94.39889. Según la Oficina del Censo de los Estados Unidos, el municipio tiene una superficie total de 294 km², de la cual 287.29 km² corresponden a tierra firme y (2.28%) 6.71 km² es agua.

## Demografía
Según el censo de 2010, había 160322 personas residiendo en el municipio de Blue. La densidad de población era de 545,31 hab./km². De los 160322 habitantes, el municipio de Blue estaba compuesto por el 75.86% blancos, el 12.08% eran afroamericanos, el 0.64% eran amerindios, el 1.19% eran asiáticos, el 0.63% eran isleños del Pacífico, el 6.11% eran de otras razas y el 3.49% pertenecían a dos o más razas. Del total de la población el 12.64% eran hispanos o latinos de cualquier raza.